# 1904年世界大賽
1904年世界大賽原本應該由代表美聯的波士頓美國人出戰代表國聯的紐約巨人。不過由於兩個聯盟間的商業競爭激烈，以及巨人隊教練約翰·麥格勞與美聯總裁間的私人恩怨，使得巨人隊拒絕與這個「較為年輕」的對手對戰，所以這一年並未舉辦世界大賽。
第二年，兩聯盟間的關係變得友好，所以從1905年開始每年舉行這項年度賽事，除了1994年，因為球員從8月起展開進行為期232天的罷工，使得當年的球季提前宣告結束。
總教練：吉米·科林斯（美國人）、約翰·麥格勞（巨人）。